# Antonia (serie televisiva)
Antonia è una serie televisiva italiana del 2024, ideata da Chiara Martegiani, scritta da Elisa Casseri, Carlotta Corradi e Chiara Martegiani e diretta da Chiara Malta.

## Trama
Il giorno del suo compleanno Antonia rompe con il suo compagno, perde il lavoro e litiga con la sua migliore amica. Scopre di essere inoltre affetta da endometriosi. Decide così di andare in terapia arrivando a frequentare solamente le prime sedute.

## Episodi
| Stagione       | Episodi | Prima TV     |
| -------------- | ------- | ------------ |
| Prima stagione | 6       | 4 marzo 2024 |

## Produzione
Le riprese si sono svolte in parte a Rimini.

## Distribuzione
La miniserie è distribuita il 4 marzo 2024 sulla piattaforma Amazon Prime Video.

## Accoglienza
Il critico televisivo Aldo Grasso ha recensito la serie per IO Donna.